# Eiji Tsuburaya
Eiji Tsuburaya (円谷 英二, Tsuburaya Eiji) (Sukagawa, Fukushima, 7 de juliol de 1901 – Itō, Shizuoka, 25 de gener de 1970) fou un director d'efectes especials de cinema japonès que va fer diverses pel·lícules de ciència-ficció. Fou un dels creadors de la sèrie Godzilla i el creador principal d'Ultraman.

## Biografia

### Primers anys
Tsuburaya va descriure la seva infantesa indicant que va viure "emocions mixtes." Fou el primer fill d'Isamu i Sei Tsuburaya, amb una familia extensa. La seva mare morí quan ell només tenia tres anys i el seu pare viatjà a la Xina pel negoci familiar. El jove Eiji va ser educat pel seu oncle, Ichiro, i la seva àvia paterna, Natsu. Va anar a l'escola elemental de Sukagawa Choritsu Dai'ichi Jinjo Koutou Shogakko des del 1908, i dos anys més tard, va iniciar-se en el hobby de construir avions en un moment que la indústria aeronàutica creixia al Japó, un fet que marcà la seva vida futura. El 1915, quan tenia 14 anys, es va graduar a l'institut i va suplicar a la seva família que el deixés anar a l'escola de vol de Haneda. Després del tancament de l'escola per la mort accidental del seu fundador, Seitaro Tamai, el 1917, Tsuburaya va entrar a l'escola de comerç. Esdevingué un bon alumne i investigador del departament de l'empresa de joguines Utsumi, però una trobada casual en una festa de l'empresa el 1919 va canviar la seva vida. El director Yoshiro Edamasa li oferí una feina que comprenia formació per a ser un càmera de cinema. Si bé la religió de la seva família era el budisme, Tsuburaya es convertí al catolicisme, la religió que practicava la seva muller.

### Propaganda de guerra
El 1919, la seva primera feina en la indústria del cinema fou com ajudant al Nihon Katsudou Shashin Kabushiki-kaisha de Kyoto, que més tard seria conegut com a Nikkatsu. Després de servir a l'exèrcit del 1921 al 1923, es va unir a Ogasaware Produccions. Esdevingué càmera de Hunchback de Enmeiini ajudant de càmera a la pel·lícula Kurutta Ippeiji, de Teinosuke Kinugasa.
S'uní al Shochiku Kyoto Studios el 1926 i treballà a plena dedicació el 1927. Va començar a crear innovadores tècniques de gravació durant aquest període, incloent el primer ús d'una grua de càmera en una pel·lícula japonesa. El 1930 a la pel·lícula Chohichiro Matsudaira va crear una il·lusió per super-imposició. Aquí començà el seu pas pels efectes especials, que el convertirien en una persona coneguda arreu.
El 1930 també fou l'any del seu matrimoni amb Masano Araki. Hajime, el primer dels seus tres fills, va néixer un any més tard. Durant la dècada del 1930, va treballar entre diversos estudis i es convertí en una persona coneguda per la seva feina meticulosa. Fou durant aquest període que va veure veure una pel·lícula que el portaria a la seva futura carrera. Després de l'èxit internacional que tingué amb Godzilla el 1954, va dir: "Quan vaig treballar per Nikkatsu Estudis, King Kong va venir a Kyoto i mai vaig oblidar aquella pel·lícula. Vaig pensar dins meu que "jo algun dia faré una pel·lícula amb un monstre com aquest".
El 1938 esdevingué cap de Tècniques Visuals Especials al Toho Tokyo Studios, instal·lant un departament d'efectes especial independent el 1939. Va expandir molt la seva tècnica durant aquest període i va guanyar diversos premis, però no es va quedar gaire temps a Toho.
Durant els anys de la Segona Guerra Sinojaponesa i la Segona Guerra Mundial vadirigir pel·lícules de propaganda i va produir els efectes especials per una divisió de l'exèrcit creada per decret del govern imperial. En formen part Kōdō Nippon (El camí imperal del Japó) (1938), Kaigun Bakugeki-tai (L'esquadró naval de les bombes) (1940), El cel ardent (Moyuru ōzora) (1940), Hawai Euga oki kaisen (La Guerra a la mar des de Hawaii a Malaya) (1942), Batalla decisiva al cel (Kessen-no Ōzara-e) (1943) i Kato hayabusa sento-tai (1944). Segons la llegenda el General MacArthur quedà impressionat per les imatges de La guerra al mar i li comprà unes imatges perquè Franc Capra les inclogués com si fossin reals en un documental de l'atac a Pearl Harbor.
Durant l'ocupació del Japó posterior a la guerra, la relació de Tsuburaya amb les pel·lícules de propaganda va resultar ser un obstacle per al seu treball com a director de cinema. Per això decidí independitzar-se amb la seva pròpia companyia de producció, Tsuburaya Effects Research, fins que va tornar a Toho a principis de 1950.

### Anys de Toho
Com a cap del Departament d'Efectes Visuals de Toho, una feina que va tenir fins al 1939, va liderar un conjunt d'una seixantena de tècnics i càmeres. Fou aquí que esdevingué part de l'equip, juntament amb el director Ishirō Honda i el productor Tomoyuki Tanaka, que va crear la primera pel·lícula de Godzilla el 1954, i va ser batejat com "El trio daurat".
Per la seva feina a Godzilla, Tsuburaya va guanyar el seu primer premi "Film Technique Award". En contrast amb la tècnica de stop motion, famosa i usada per Willis O'Brien per crear la pel·lícula del 1933 King Kong, Tsuburaya va utilitzar un home en un vestit de goma per crear els seus efectes de monstre gegant. Aquesta tècnica, ara associada amb el japonès kaiju o pel·lícules de monstres, s'anomena suitmation (originat en la premsa d'aficionat japonesa durant la dècada del 1980). A través d'enllumenat intens i filmació accelerada, Tsuburaya era capaç d'afegir realisme als efectes amb un ús lleugerament més lent de la gravació. Aquesta tècnica, utilitzant miniatures detallades amb homes disfressats de monstres encara és utilitzada al segle xxi, tot i que combinada amb altres tècnique scom la del CGI, i és considerada una tècnica artística japonesa tradicional.
L'èxit enorme de Godzilla va portar Toho a produir una sèrie de pel·lícules de ficció introduint monstres nous i sovint pel·lícules que impliquen el propi caràcter de Godzilla. El fet més criticat i popular d'aquestes pel·lícules fou la implicació de l'equip de Tsuburaya, Honda i Tanaka, juntament amb el quart membre de l'equip de Godzilla, el compositor Akira Ifukube. Tsuburaya va continuar produint els efectes especials per pel·lícules com The H-Man (1958), i The Last War (1961), i va guanyar un altre premi per la seva feina a la pel·lícula de ciència-ficció del 1957  The Mysterians. També guanyà un altre premi el 1959 per la creació del sistema versàtil de Toho, una i impressora òptica amb imatges a pantalla completa que construí a casa seva i s'utilitzà per primera vegada per The Three Tresaures el 1959.
Home lleial a la seva empresa, Tsuburaya va continuar treballant als estudis de Toho fins a la seva mort el 1970.

## Tsuburaya Produccions
El 1940s, Tsuburaya va començar el seu laboratori d'efectes especials propi (instal·lat a la seva casa), i el 1963 va fundar el seu estudi propi per efectes visuals, Tsuburaya Produccions. El 1966 aquesta empresa va fer la primera sèrie televisiva, Ultra Q que començà al gener i fou seguida per l'altament popular Ultraman al juliol, i la premiada Booska, the Friendly Beas al novembre. Ultraman esdevenia la primera sèrie televisiva d'acció japonesa que seria exportada arreu del món, i inicià el gènere de les Ultrasèries que continuen al segle XXI.

## En la cultura popular
En honor del 114è aniversari del seu naixement, Google va fer un doodle animat de la seva persona amb efectes especials.

## Treballs

### Efectes especials
Durant la seva carrera de 50 anys, va treballar en aproximadament 250 pel·lícules en total. Feines d'Efectes Visuals seves inclouen:

### Productor
- Ultra Q (1965)
- Ultraman (1966) – Supervisant Productor
- Pel·lícula de Monstre de Longitud plena: Ultraman (1967)
- Ultra Set (1967) – Supervisant Productor
- Mighty Jack (1968)
- Operació: Misteri! (1968)
- Kyofu Gekijo Umbalance: (Episodi: "Miira Cap Koi") (1973)

### Director
- Important Nango (1938)
- Sekido Koete (1936)

### Càmera i tècnic
- Una Pàgina de Bogeria (1926) – Càmera d'Ajudant (abonat com Eiichi Tsuburaya)
- Enmeiin Cap Semushi-Otoko (1920) – Operador de Càmera (abonat com Eiichi Tsuburaya)

### Altres feines
- Kodo Nippon (1940) – Editor
- Ultra Q Cap Oyaji (1966) – Ell
- Latitud Zero (1969) – Director de Producció
- Godzilla: Salvar la Terra (2004) – Departament d'Animació (Dissenyador de Caràcter: King Ghidorah)
- ETV Tokushu: 50 Any-Història En japonès Sci-Fi (2007) – Ell (Archive Footage)